# لیکوسنگ‌چشم هیمالیایی
لیکوسنگ‌چشم هیمالیایی (نام علمی: Pteruthius aeralatus ripleyi) یک زیرگونه پرنده است که در غرب هیمالیا یافت می‌شود و وابسته به گروه لیکوسنگ‌چشم‌ها است. این سرده زمانی به‌عنوان یک لیکوی ناهنجار دنیای قدیم در نظر گرفته می‌شد و در خانواده Timaliidae قرار می‌گرفت تا اینکه مطالعات تبارزایی مولکولی نشان داد که آنها ارتباط نزدیکی با سرودخوان‌های جهان جدید دارند که سبب اضافه شدن آنها به خانواده Vireonidae شد. نرها و ماده‌ها دارای پرهای مشخصی هستند، به طوری که نرها تماماً سیاه هستند و یک لکهٔ شاهپرسومی حنایی دارچینی و یک نوار سفید متمایز از پشت چشم می‌گذرد. زیرتنه مایل به سفید با مقداری نخودی صورتی در پهلوها است. ماده‌ها دارای سر مایل به خاکستری، بدون نوار سفید و دارای روتنه و بال‌های سبز، زرد و شاه‌بلوطی هستند. این زیرگونه بخشی از یک مجموعه گونه‌های پنهان است که در گذشته به عنوان یک گونه سنگ‌چشم‌لیکوی ابروسفید (P. flaviscapis) در نظر گرفته می‌شد.

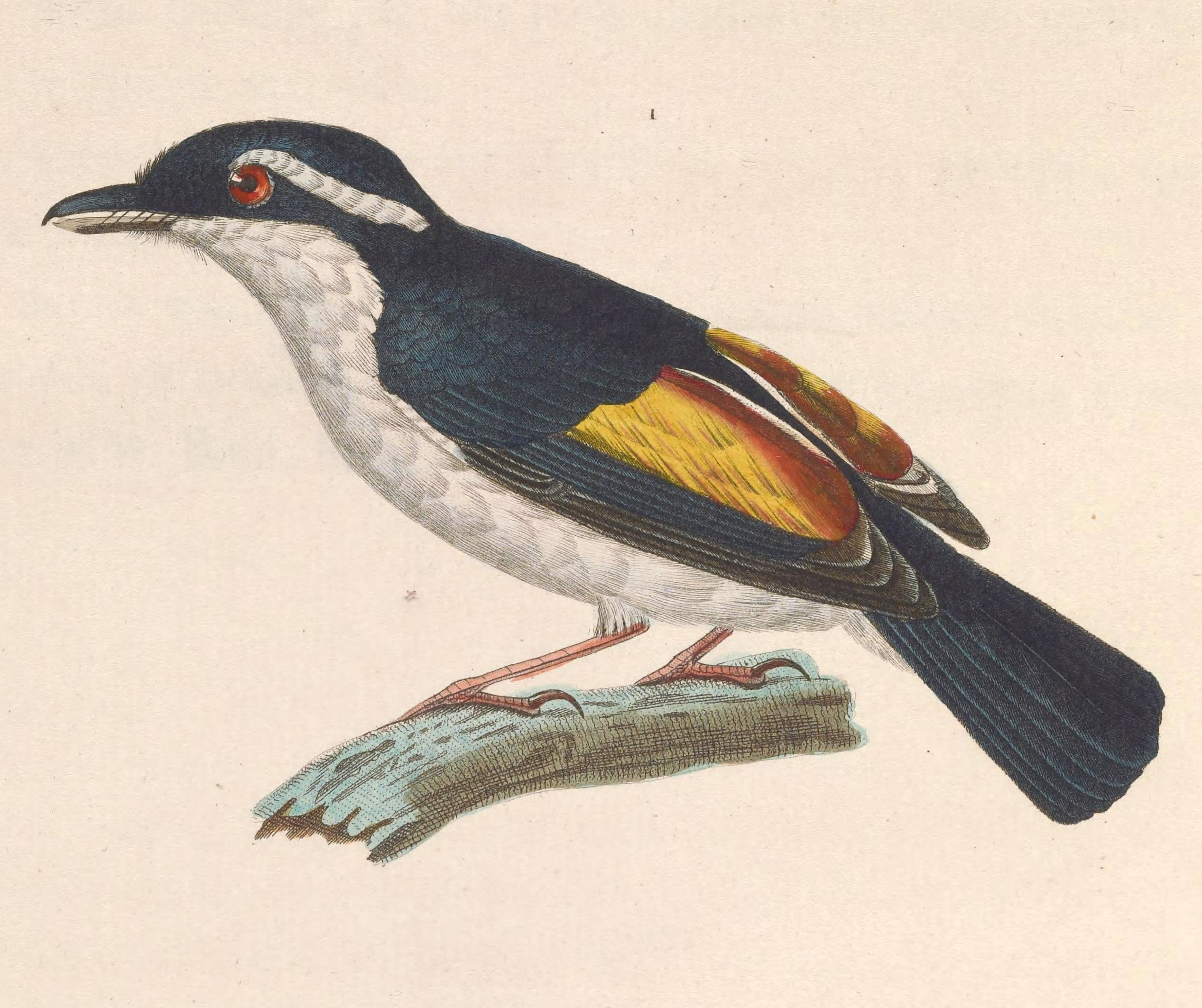
Pteruthius flaviscapis از جاوه

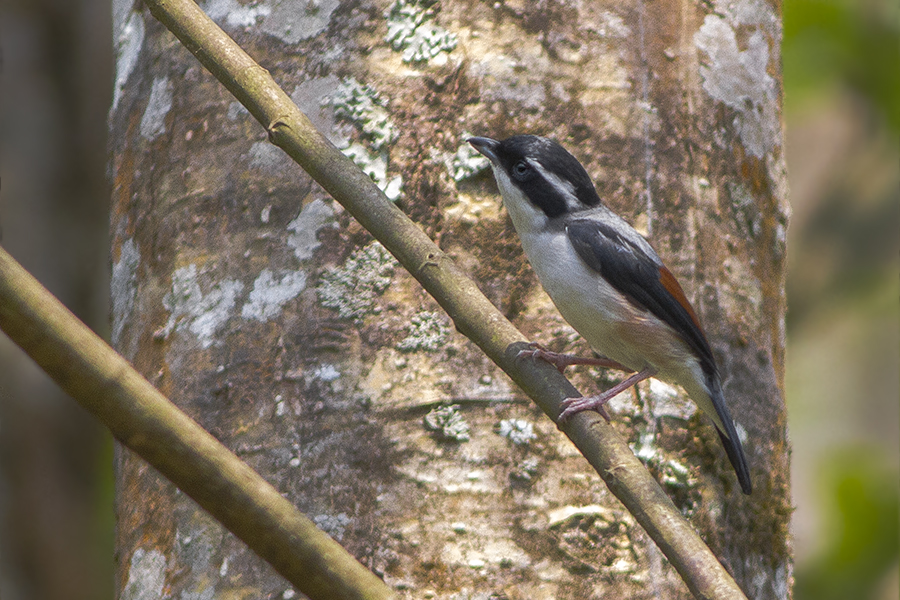
نر لیکوسنگ‌چشم ابروسفید (P. aeralatus validirostris) از پارک ملی Neora Valley